# 勞倫斯維爾 (印地安納州)
勞倫斯維爾（英語：Lawrenceville）是位於美國印地安納州迪爾伯恩縣的一個非建制地區。該地的面積和人口皆未知。

## 地理
勞倫斯維爾的座標為39°16′40″N 85°02′22″W / 39.27778°N 85.03944°W，而該地的平均海拔高度為293米（即961英尺）。